# 韋爾登斯普林鎮區 (密蘇里州聖查爾斯縣)
韋爾登斯普林鎮區（英語：Weldon Spring Township）是位於美國密蘇里州聖查爾斯縣的一個行政鎮區。

## 地方資料
韋爾登斯普林鎮區的面積為23.01平方千米，皆為陸地。根據2020年美國人口普查的數據，當地共有人口25385人，而人口密度為每平方千米1,103.22人。